# Казахский род

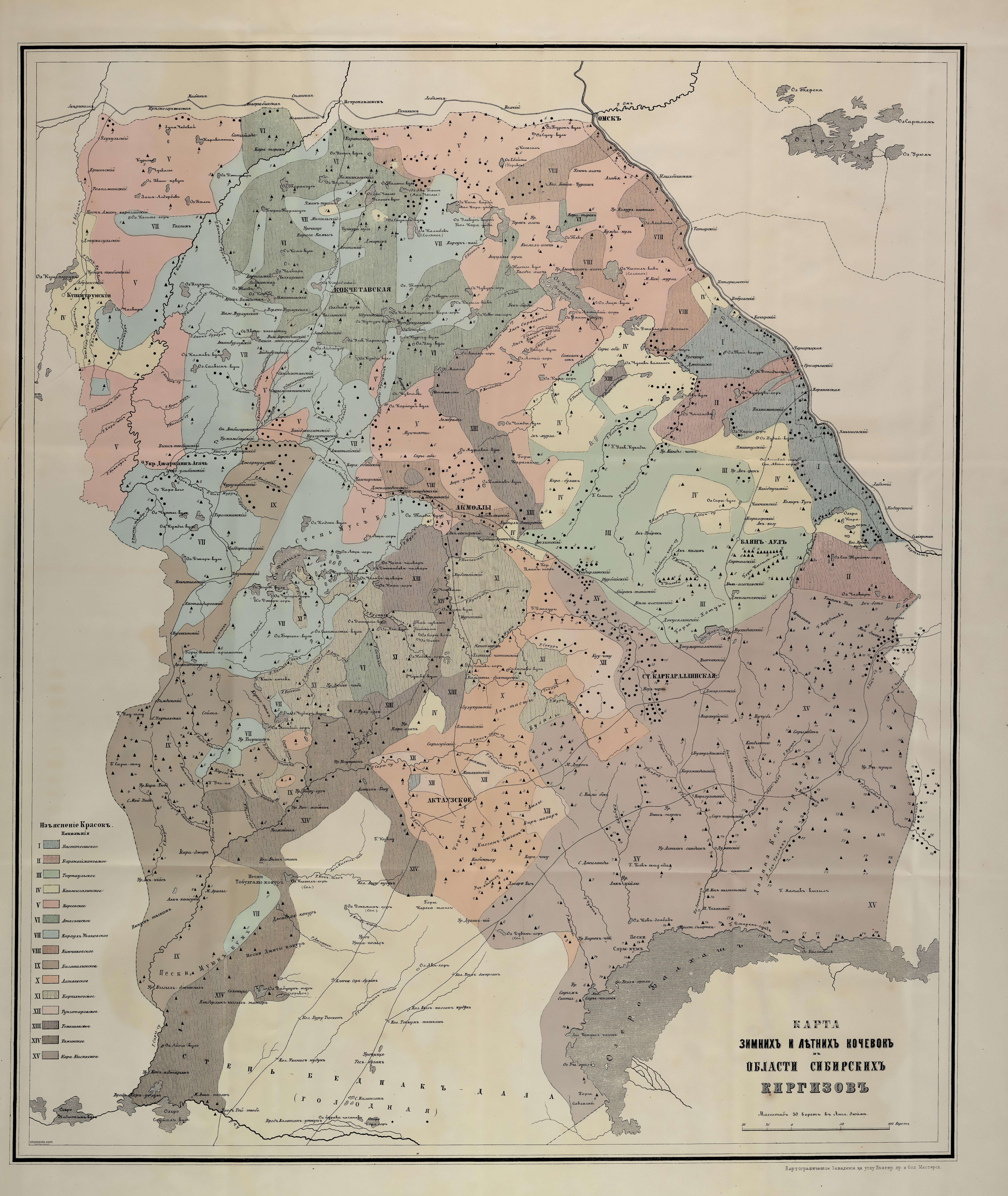
Карта зимних и летних кочевок в области сибирских киргизов (казахов) в 1868 году

Казахский род (каз. қазақ рулары) — термин, обозначающий принадлежность к определённой группе, так называемому роду. С общим боевым кличем — ұран. Возглавлялся аксакалами. Также у каждого племени была своя тамга. Есть 25 племён и 200 родов. Ниже приведены список племён и родов по старшинству, а не по алфавиту.

## Жети ата
Согласно казахским обычаям, каждый казах обязан знать своих предков до 7 колена, то есть, знать генеалогию и родословную своих предшественников.

## Уровни
Рода условно делились на четыре категории:
1. первого уровня (каз. Ел «народ») — найман, аргын, и т. д. Общее число: около 25 крупных племенных образований.
2. второго уровня (каз. Тайпа «племя»; окружной, уездный уровень) — каракесек, куандык, каракерей, матай и т.д.; которые составляли один, или половину внешнего округа или уезда; возглавлялись они старшими султанами, а при уезде уездными начальниками.
3. третьего уровня (каз. Ру «род, клан»; волостной уровень) — керней, кояншытагай, сарым, караке и т.д.; которые составляли половину, одну или две волости; возглавлялись волостными управителями.
4. четвёртого уровня (каз. Ата «дед»[уточнить]; аульный уровень) — которые составляли половину, один или два административных аула; возглавлялся клан аульными старшинами, после реформы 1868 года, кланы возглавляли бии.

## Численность
По данным сельскохозяйственной переписи населения в 1896—1911 годах (В круглых скобках по книге Асета Темиргалиева «Волости, уезды … Казахи: С схематической картой низовых административно-территориальных делений проживания казахов в 1897—1915 г.г. : этнолого-картографическое исследование», в косых чертах — // оценка профессора КазНТУ Ракишева Баяна численности родов на начало 21 века):

| СТАРШИЙ ЖУЗ/3 618 700/: - Албан — 81 000 (106 000) /325 000/ - Дулат — 334 000 (373 000) /1 390 000/ - Суан — 40 000 (35 000) /165 000/ - Шапрашты — 70 000 (53 000) /290 000/ - Жалайыр — 101 000 (107 000) /485 000/ - Сары-уйсун — 10 000 (16 000) - Ысты — 50 000 (45 000) /225 000/ - Ошакты 70 000 (19 000) /160 000/ - Сиргели — 70 000 (57 000) /160 000/ - Шанышкылы — 190 000 (60 000) - Канлы — неизвестно (67 000) /380 000/ - Шакшам — неизвестно (4 000) | СРЕДНИЙ ЖУЗ/4 681 000/: - Аргын — 509 000 (753 000) /2 090 000/ - Кыпшак — 169 000 (192 000) /640 000/ - Найман — 395 000 (557 000) /940 000/ - Конырат — 128 000 (147 000) /690 000/ - Керей — 90 000 (221 000) /341 000/ - Уак — неизвестно (75 000) /160 000/ МЛАДШИЙ ЖУЗ/2 521 900/: - Алимулы — 340 000 ()/811 900/, в том числе: - Шекты — 80 000 (140 000) - Шомекей — 100 000 (67 000) - Торткара — 60 000 (68 000) - Кете — 60 000 (95 000) - Каракесек — 25 000 (24 000) - Карасакал — 15 000 (10 000) - Жетыру — 300 000 () /580 000/, в том числе: - Табын — 80 000 (155 000) - Жагалбайлы — 70 000 (78 000) - Кереит — 35 000 (12 000) - Тама — 70 000 (93 000) - Телеу — 20 000 (10 000) - Кердери — 20 000 (32 000) - Рамадан — 5 000 (11 000) | - Байулы — 550 000 ()/1 120 000/, в том числе: - Адай — 90 000 (200 000) - Байбакты — 40 000 (88 000) - Берш — 70 000 (97 000) - Таз — 30 000 (37 000) - Шеркеш — 40 000 (45 000) - Маскар — 20 000 (18 000) - Тана — 25 000 (35 000) - Кызылкурт — 40 000 (15 000) - Алтын — 25 000 (17 000) - Жаппас — 70 000 (43 000) - Ысык — 20 000 (40 000) - Есентемир — 20 000 (18 000) - Алаша — 60 000 (85 000) - Ногай-казах — 34 000, в том числе: - Уйсын-ногай - Кояс - Казан-кулак - Костанбалы | Не входящие в жузы: Аксуйектер (белая кость и духовенство) - Торе ≈ (27 000) - Кожа (Ходжа) ≈ (26 000) Другие роды не входящие в жузы: - Толенгиты ≈ (26 000) - Сунак ≈ (4 500) - Колеген (род) ≈ (5 000) - Караша (род) ≈ (3 200) - Курама ≈ (2 700) - Каракалпак (род) ≈ (5 500) - Кыргыз (род) ≈ (12 000) - Карагаш (род) ≈ (2 200) - Шала-казах ≈ (5 300) - Мангыт ≈ (4 300) - Мусульмане ≈ (2 300) - Катаган ≈ (2 400) - Кенегес ≈ (______) - Естек ≈ (______) - Котан ≈ (______) - Каракойлы ≈ (______) - Созак (род) ≈ (______) - Калмак (род) ≈ (______) - Сарт (род) ≈ (______) - Локай ≈ (______) |

## В современном Казахстане
В современном Казахстане род не указывается в документах, хотя есть предложения по включения данной графы для этнических казахов. Не ведётся учёт численности родов по переписи и текущему учёту.
Информированность казахов о том, к какому роду относится их семья, является сравнительно высокой (90,1 %), не знают об этом 9,9 % опрошенных.

## Роды Старшего жуза
| Союз племен | Уйсун | Уйсун                                | Уйсун                                   | Уйсун                                                 | Уйсун                                              | Уйсун            | Уйсун             |
| Племя       | Албан | Дулат                                | Ошакты                                  | Суан                                                  | Шапырашты                                          | Ысты             | Сары уйсын        |
| ----------- | --- | ------------------------------------ | --------------------------------------- | ----------------------------------------------------- | -------------------------------------------------- | ---------------- | ----------------- |
| Роды        | 1. Сары 1. тойбасар 2. досалы 3. кажбанбет 4. жарты 5. алжан 6. курман 7. айт 8. бозым 9. кыстык 1. Шыбыл 1. коныр-борик 2. кызыл-борик | 1. ботпай 2. жаныс 3. сикым 4. шымыр | 1. аталык 2. байлы 3. коныр 4. тасжурек | 1. байтюгей 2. токарстан 3. багыс 4. сартай 5. нартай | 1. екей 2. емиль 3. асыл 4. шыбыл 5. айкым 6. теке | 1. ойык 2. тилик | 1. калша 2. жакып |

| Племя | Канлы                                      | Жалайыр | Сиргели | Шанышкылы | Шакшам                                               |
| ----- | ------------------------------------------ | --- | --- | --- | ---------------------------------------------------- |
| Роды  | 1. Кара-Канлы 2. Кызыл-Канлы 3. Сары-Канлы | 1. Сырманак 1. Арыктыным 2. Байчигир 3. Балгалы 4. Кайшылы 5. Кушук 2. Шуманак 1. Андас 2. Мырза 3. Карашапал 4. Оракты 5. Акбиюм 6. Кальпе 7. Сыпатай 3. Бирманак 1. Сиырши | 1. Байулы 1. Айтбозым 2. Жанабай 3. Елибай 4. Батыр 5. Карабатыр 6. Шалдар 7. Байжигит 8. Жайдак 1. Уштанбалы (Торттанбалы) 1. Тутанбалы 2. Кайшылы 3. Конирдек | 1. Курбака 1. Балык 2. Санырау 3. Мамыт 1. Дархан 1. Кырыксадак 1. Бектау 1. Кырпык 2. Арапшы 3. Сырдам 1. Жойсын 2. Багыс | 1. Айтым 2. Сары 3. Абыша 4. Кара 5. Имам 6. Жанибек |

## Роды Среднего жуза
| Племя | Аргын | Кипчак | Найман | Конырат | Кереи |
| ----- | --- | --- | --- | --- | --- |
| Племя | 1. Мейрам 1. Куандык 2. Суйиндык 3. Бегендик 4. Шегендик 5. Каракесек 2. Момын 1. Канжыгалы 2. Тобыкты 3. Басентиын 4. Карауыл 5. Атыгай 1. Жогары-шекты 2. Томенги-шекты 3. Таракты (жиен) | 1. Кулан-Кыпшак 2. Сары-Кыпшак 3. Китай-Кыпшак 4. Сагал-Кыпшак 5. Кара-Кыпшак 1. Карабалык 2. Колденен 3. Бултын 4. Узун 5. Торы | 1. Саржомарт 1. Бура 2. Каратай 3. Кокжарлы 1. Толегетай (Толетай) 1. Матай 2. Каракерей 3. Садыр 4. Тортуыл 1. Терстамгалы 1. Баганалы 2. Балталы | Котенши: 1. Сангыл 2. Божбан 3. Жетимдер 4. Мангытай 5. Аманбай 6. Жаманбай Коктинулы: 1. Байлар 2. Жандар 3. Оразкелди 4. Карасирак 5. Токболат 6. Кулшыгаш 7. Алги | 1. Абак: 1. Жантекей 2. Жадик 3. Шимойын 4. Шубарайгыр 5. Меркит 6. Шеруши 7. Сарбас 8. Молкы 9. Ители 10. Каракас (сидалы) 11. Консадак 12. Жастабан 13. Итимген 1. Ашамайлы: 1. Балта 2. Кошебе 3. Тарышы 4. Сибан |

| Племя | Уак                                                                               |
| ----- | --------------------------------------------------------------------------------- |
| Племя | 1. Сарман 2. Шога 3. Байназар 4. Еренши 5. Бидалы 6. Баржакы 7. Жансары 8. Шайкоз |

## Роды Младшего жуза
| союз племен и племена | Алшын                                                             | Алшын | Жетыру                                                                  | Ногай-казах                                        |
| Племя                 | Алимулы                                                           | Байулы | Жетыру                                                                  | Ногай-казах                                        |
| --------------------- | ----------------------------------------------------------------- | --- | ----------------------------------------------------------------------- | -------------------------------------------------- |
| Роды                  | 1. Шекты 2. Каракесек 3. Карасакал 4. Кете 5. Торткара 6. Шомекей | 1. Жаппас 2. Адай 3. Алаша 4. Алтын 5. Байбакты 6. Берш 7. Есентемир 8. Шеркеш 9. Кызылкурт 10. Маскар 11. Таз 12. Тана 13. Ысык | 1. Тама 2. Табын 3. Кердери 4. Кереит 5. Телеу 6. Рамадан 7. Жагалбайлы | 1. Уйсын-ногай 2. Кояс 3. Казанкулак 4. Костанбалы |

## Аксуйектер(белая кость и духовенство)
| союз племен и племена | Торе                     | Торе                                                           | Торе                                     | Торе                                                      | Торе                                    |
| Племя                 | Династия Абылая          | Династия Абулхаира                                             | Династия Букея                           | Династия Джадика                                          | Династия Каратая                        |
| --------------------- | ------------------------ | -------------------------------------------------------------- | ---------------------------------------- | --------------------------------------------------------- | --------------------------------------- |
| Потомки               | 1. Уали 2. Касым 3. Адыл | 1. Нуралы хан 2. Ералы 3. Кожахмет 4. Айшуак 5. Адыл 6. Шынгыс | 1. Тауке 2. Адыл 3. Жангир 4. Мендыкерей | 1. Тогым хан 2. Бокей султан 3. Шыгай хан 4. Малик султан | 1. Бакытжан Каратаев 2. Магзум Каратаев |

| союз племен и племена | Кожа (Ходжа)                                                    | Кожа (Ходжа)                                                          | Кожа (Ходжа)             | Кожа (Ходжа)                                                            | Кожа (Ходжа)     |
| Племя                 | Род (группа) Сейт кожа                                          | Группа Корасан (Шайбаниды)                                            | Баксайыс или группа Торе | Род Жусып кожа                                                          | Род Туркпен кожа |
| --------------------- | --------------------------------------------------------------- | --------------------------------------------------------------------- | ------------------------ | ----------------------------------------------------------------------- | ---------------- |
| Роды                  | 1. Сейткожа 2. Аккожа 3. Дуанакожа 4. Кылыштыкожа 5. Кырыксадак | 1. Курбан 2. Жакып 3. Кызылауыз 4. Шайбанид 5. Азиз Махмут 6. Кылышты | 1. Баксайыс-Торе         | 1. Улан кожа 2. Касым кожа 3. Култай кожа 4. Карахан кожа 5. Кодей кожа | 1. Турыкпен      |

## Роды, не входящие в жузы
| Племя | Толенгут                                                                   | Карагаш                                                                         | Кыргыз | Каракалпак           | Сунак                                                       |
| ----- | -------------------------------------------------------------------------- | ------------------------------------------------------------------------------- | --- | -------------------- | ----------------------------------------------------------- |
| Роды  | 1. Торе толенгит 2. Калмак толенгит 3. Монгол толенгит 4. Сыргели толенгит | 1. Найман 2. Баганалы-Тобетпес 3. Жана-Найман 4. Жагалбайлы 5. Шобалатчи-Найман | Карагандинская область Каракесек кыргыздары: - Жана кыргыз - Қусшы кыргыз - Сары кыргыз - Жунды кыргыз Кокчетавская область Атыгай кыргыздары: - Бай кыргыз - Жана кыргыз - Сары кыргыз - Қусшы кыргыз Актюбинская область Алимулы кыргыздары: | 1. Каракалпак/Калпак | 1. Кайгактык 2. Сыйык 3. Аташ 4. Бессары 5. Калмырза-Токпан |

| Племя | Колеген     | Караша    | Кенегес       | Катаганы   | Мангыт   | Шала-казах                   | Естек    |
| ----- | ----------- | --------- | ------------- | ---------- | -------- | ---------------------------- | -------- |
| Роды  | 1. Кенжебай | 1. Караша | 1. Тулкитугыр | 1. Катаган | 1. Едыге | 1. Ногай-тукум 2. Сарт-тукум | 1. Естек |

| Племя | Кураминцы |
| ----- | --- |
| Роды  | 1. Телеу 2. Жалайыр 3. Қатаған 4. Баршылық 5. Конырат 6. Маңғытай 7. Барлас 8. Бока 9. Керейіт 10. Тама 11. Сикым 12. Канлы 13. Жагалбайлы 14. Таракты 15. Байжігіт (Бажигы) 16. Баяут, 17. Оймауыт (Аймаут) 18. Ногайлы 19. Алтай-Қарпық 20. Аккурган 21. Қара қойлы (Каракойлы) 22. Қарасирақ 23. Кыпшак (Кышлык) 24. Дүрмен (Дурманча) 25. Моғолтай |

## Тамги и ураны
Казахские тамги частично совпадают с башкирскими — это связано со сложным этногенезом этих родственных кыпчакских народов. Некоторые древнетюркские племена могли принять участие в этногенезе сразу нескольких народов; так, табынцы влились в состав как казахов, так и башкир. Вследствие этого, тамги у этих народов также могли быть похожими или частично совпадать.
| Род                | Подрод                     | Тамга (родовой знак) | Уран (родовой клич)   |
| Старший жуз        |                            |                      | Нел                   |
| ------------------ | -------------------------- | -------------------- | --------------------- |
| Канлы              |                            | косеу, шылбыр        | Байтерек              |
| Жалайыр            |                            | тарак                | Бактияр, Кабылан      |
| Дулат              |                            | донгелек, абак       | Бактияр               |
|                    | Сикым                      | ,                    | Сикым, Рысбек         |
|                    | Жаныс                      |                      | Жаныс, Толе           |
|                    | Ботбай                     |                      | Ботбай, Самен         |
|                    | Шымыр                      |                      | Шымыр, Койгельды      |
| Албан              |                            |                      | Райымбек              |
| Суаны              |                            |                      | Байсуан               |
| Сарыуйсын          |                            |                      | Байток                |
| Шапрашты           |                            | ай, тумар,           | Карасай               |
| Ошакты             |                            | тумар                | Бактияр               |
| Ысты               |                            | косеу, шылбыр        | Жауатар               |
|                    | Ойык                       | косеу, коз           |                       |
|                    | Тилик                      | косеу                |                       |
| Сиргели            |                            | сирге, курай, ,      | Туганаз               |
| Шанышкылы          |                            | кол-тамга,           | Айырылмас             |
| Средний жуз        |                            | босага               |                       |
| Аргын              |                            | коз                  | Акжол, Кара-Кожа      |
|                    | Каракесек                  | коз                  | Каркабат              |
|                    | Суйиндык                   | коз                  | Тортуыл               |
|                    | Таракты                    | тарак,               | Жаукашар              |
|                    | Жогары-шекты               | жогары-шекты         |                       |
|                    | Томен-шекты                | томен-шекты          |                       |
| Найман             |                            | шомыш,               | Каптагай              |
|                    | Балталы                    | , балта              | Едиге                 |
|                    | Баганалы                   | багана, ,            | Баянбай               |
|                    | Бура                       | , қос таңба          | Карабура              |
|                    | Каракерей                  | , мүйіз              | Кабанбай              |
|                    | Матай                      | , бөрі               | Борибай               |
|                    | Садыр                      | , шөміш , босаға     | Алдияр                |
|                    | Теристанбалы               | , теріс таңба        | Жарылгап              |
|                    | Ергенекты                  | ергенек              | Кокше                 |
|                    | Кокжарлы                   | , тұмар              | Барак                 |
|                    | Каратай                    | , ай                 | Каратай               |
| Кыпшак             |                            | кос алип             | Ойбас                 |
| Конырат            |                            | босага               | Алатау                |
|                    | Сангыл                     | босага               | Мулкамал              |
| Уак                | Абрай Ажибек Шога          | ,                    | Жаубасар, Бармак      |
|                    | Ергенекты Уак              | ергенек, ай          | Алга                  |
| Керей              |                            |                      | Кара-Кожа             |
|                    | Ашамайлы                   | ашамай               |                       |
|                    | Абак-керей                 | абак                 |                       |
| Младший жуз        |                            |                      |                       |
| Байулы             |                            |                      |                       |
|                    | Адай                       | садак, ок            | Бекет                 |
|                    | Берш                       | ,                    | Агатай                |
|                    | Алтын                      | ,                    | Баймурат              |
|                    | Жаппас                     | туйе мойын, ,        | Баймурат              |
|                    | Есентемир                  | ,                    | Алдонгар              |
|                    | Таз                        | ,                    | Бакай                 |
|                    | Байбакты                   | ,                    | Даукара               |
|                    | Тана                       | алип, косеу          | Тана                  |
|                    | Маскар                     |                      | Каратай               |
|                    | Алтыбас (Алаша)            | ,                    | Байбарак              |
|                    | Кызылкурт                  | ,                    | Жиембай               |
|                    | Шеркеш                     |                      | Шагырай               |
|                    | Ысык                       | ,                    | Байтерек              |
| Алимулы            |                            |                      |                       |
|                    | Карасакал                  | ,                    | Алдажар               |
|                    | Каракесек                  | ,                    | Акбан                 |
|                    | Кете                       |                      | Токкожа               |
|                    | Торткара                   |                      | Айыртау               |
|                    | Шекты                      | ,                    | Бактыбай, Жанходжа    |
|                    | Шомекей                    |                      | Доит                  |
| Жетыру             |                            |                      |                       |
|                    | Табын                      | шомиш, тарак, косеу  | Тостаган              |
|                    | Тама                       | , кос алип, тарак    | Карабура              |
|                    | Жагалбайлы                 | балта, шеккиш        | Манатау               |
|                    | Телеу                      | шылбыр,              | Тулпар, Аргымак       |
|                    | Кердери                    | тостаган             | Кожахмет              |
|                    | Кереит                     | шылбыр, кос алип     | Аксакал, Унтум        |
|                    | Рамадан                    | шомиш                | Дулат, Кайгулым       |
| Ногай-казах        |                            | Балта                | Оразақай              |
|                    | Уйсын-ногай                | Қос-таңба            |                       |
|                    | Кояс                       | крес, f              |                       |
|                    | Казанкулак                 | Екы кабырга          |                       |
|                    | Костанбалы                 | Екы таяк             |                       |
| Аксуйек            |                            |                      |                       |
| Торе               |                            | , Аркар              | Архар, Абылай, Санхай |
| Кожа (Ходжа)       |                            | Ị Алип               | Кожа Ахмет            |
|                    | Род (группа) Сейт кожа     |                      | Аллах                 |
|                    | Группа Корасан (Шайбаниды) | (← Садақ             | Шайбани               |
|                    | Баксайыс или группа Торе   | Босаға               | Абылай                |
|                    | Род Жусып кожа             |                      | Аллах                 |
|                    | Род Туркпен кожа           |                      | Аллах                 |
| Не входящие в жузы |                            |                      |                       |
| Толенгут           |                            | Тарак, Косеу         | Орак                  |
| Сунак              | Кайгактык                  | I Каламсап           | Абылгазы (Сунак ата)  |
| Сунак              | Бессары                    | I Каламсап           | Абылгазы (Сунак ата)  |
| Сунак              | Аташ                       | I Каламсап           | Абылгазы (Сунак ата)  |
| Сунак              | Калмырза-Токпан            | I Каламсап           | Абылгазы (Сунак ата)  |
| Колеген            | Кенжебай                   | ↑ Найза              | Улытау                |
| Кыргыз али         | Кыргыз али                 | Комуз                | Шолпан Ата            |
| Караша             | Караша                     | О І О Коз            | Карашык               |
| Курама             |                            |                      | Алаша                 |
|                    | Катаган                    | Домбыра              | Катаган               |
|                    | Дурмен-Барлас              | (← Садак             | Темир                 |
|                    | Баршылык                   | Найза                | Бахадур               |
|                    | Мангытай                   | Кобыз                | Каратау               |
|                    | Могалтай                   | Таяк                 | Кайракты              |
|                    | Конырат                    | Ҁ Орак               | Алпамыс               |
|                    | Кыпшак                     | ᛙ Найза, Шокпар      | Кобыланды             |
|                    | Таракты                    | О І О Коз            | Акжол                 |
|                    | Ногайлы                    | Балта                | Айдархан              |
|                    | Алтай-Карпык               | ١Домбыра, Сырнай     | Алтай                 |
|                    | Телеу                      | шылбыр,              | Тулпар, Аргымак       |
|                    | Жалайыр                    | тарак                | Бактияр, Кабылан      |
|                    | Барлас                     |                      |                       |
|                    | Бока                       |                      |                       |
|                    | Керейит                    | Ø                    |                       |
|                    | Тама                       | , кос алип, тарак    | Карабура              |
|                    | Сикым                      | ,                    | Сикым, Рысбек         |
|                    | Канлы                      | косеу, шылбыр        | Байтерек              |
|                    | Жагабайлы                  | балта, шеккиш        | Манатау               |
|                    | Байжигит                   |                      |                       |
|                    | Баяут                      |                      |                       |
|                    | Оймауыт                    | + Ашамай (крест)     |                       |
|                    | Аккурган                   |                      |                       |
|                    | Кара койлы                 |                      |                       |
|                    | Карасирак                  |                      |                       |
|                    | Джама                      |                      |                       |
|                    | Кышлык                     |                      |                       |
|                    | Топкары                    |                      |                       |
|                    | Уйсын                      | ᛌIᛌ                  |                       |
|                    | Рамадан                    | шомиш                | Дулат, Кайгулым       |
|                    | Тартувлы                   |                      |                       |
|                    | Калайым                    |                      |                       |
|                    | Кара бура                  |                      |                       |
|                    | Кенесар                    |                      |                       |
|                    | Кара бойюн                 |                      |                       |
|                    | Пунгоз+кыргыз              |                      |                       |
|                    | Айтамгалы                  |                      |                       |
|                    | Кос тамгалы                |                      |                       |
|                    | Кызыл жулдыз               |                      |                       |
|                    | Ак қойлы                   |                      |                       |
|                    | Кербуши                    |                      |                       |
|                    | Шахрухия                   |                      |                       |
|                    | Бука                       |                      |                       |
|                    | Мураталы                   |                      |                       |
|                    | Байсу                      |                      |                       |
|                    | Каракытай                  |                      |                       |
|                    | Калайбар                   |                      |                       |
| Каракалпак/Калпак  | Каракалпак                 | ʘ Табак              | Каракат               |
| Карагаш            | Найман                     | Тарак                | Алаш                  |
| Карагаш            | Баганалы-Тобетпес          | Тарак                | Алаш                  |
| Карагаш            | Жана-Найман                | Тарак                | Алаш                  |
| Карагаш            | Жагалбайлы                 | Тарак                | Алаш                  |
| Карагаш            | Шобалатчи-Найман           | Тарак                | Алаш                  |
| Мангыт             | Едыге                      | ٮ Шөміш қылыш        | Едыге Алаш            |
| Кенегес            | Тулкитугыр                 | Ш Тарак              |                       |
| Естек              |                            |                      |                       |
| Катаган            | Катаган                    | Домбыра              | Катаган               |
| Шала-казах         | Ногай-тукум                | * ай, жулдыз         | Аллах                 |
| Шала-казах         | Сарт-тукум                 | * ай, жулдыз         | Аллах                 |

- Казахский род на «Родоводе». Дерево предков и потомков

## Трайбализм
По мнению историка Ж.Сабитова в современном Казахстане нет трайбализма, но есть непотизм. По его мнению трайбализм умер с кочевым обществом после Малого Октября.